# Richard Tighe Harris
Pour les articles homonymes, voir Harris.
Richard Tighe Harris, né le 31 octobre 1833 à Banbridge et mort le 11 octobre 1907 à Juneau, est un prospecteur irlandais.

## Biographie
Harris est connu pour avoir découvert avec Joe Juneau en 1880 les gisements du Silver Bow Basin (en) et pour avoir fondé avec lui la ville de Juneau en Alaska,, ville qui a aussi porté le nom de Harrisburg et où il finit sa vie.
Une rue de Juneau porte son nom. Il est inhumé au Evergreen Cemetery à Juneau.
Jules Verne le mentionne dans son roman Le Volcan d'or (partie 1, chapitre V).